# 达利戏剧博物馆
达利戏剧博物馆(IPA：[teˈatɾə muˈzɛw ðəˈɫi])是一座纪念西班牙画家萨尔瓦多·达利的博物馆，位于达利的家乡西班牙加泰罗尼亚的菲格拉斯的加拉-萨尔瓦多达利广场5号。博物馆为达利个人专馆。它由加拉-萨尔瓦多达利基金会掌管。该艺术家在遗嘱中将他的大量作品赠与西班牙政府，分布在这个展馆和马德里的索菲亚王后博物馆。

## 建筑缘由
艺术家个人负责了博物馆项目，内部还有他最后的房间和墓室。正如其名，这座建筑与剧院有关。它曾是一个剧院，建于1849年。1939年，内战期间，被火烧毁，仅保留一个美轮美奂的新古典主义建筑的基底。改建由Ramón Guardiola Rovina完成，他是一位律师，钟爱1960年来到当地的达利艺术。时任市长认为，菲盖拉斯没有为它最伟大的孩子做些什么纪念物是在难以令人接受。于是邀请达利为当地博物馆捐赠一幅画。达利回复说自己已准备好为家乡捐赠一整座博物馆，并提出就在剧院废墟原址上动工核心建筑。这个博物馆对达利有着特殊意义，因为他亲手为博物馆挂上了最早的两幅画，时值1918年的一场绘画作品展示。
工程因持反对意见的周遭市民和官僚财政问题耗费了大量时间。最终在1970年6月26日剪彩，当时还未完工。

## 评价
从建成那天起它就是受人爱戴的博物馆，从访问量上看是西班牙第二大博物馆仅次于纳德利普拉多艺术馆。每个气氛，每个空间都是一件艺术，画作、雕刻、家具、装饰和所有其他艺术品精心被组合起来参展。很多厅的墙壁和天花板都被巨大的壁画覆盖，一些是原版，另一些则是原版的放大版。达利参与了建筑项目以及所有细节工作，并成为了建筑大师Emilio Pérez Piñero的挚友。他指导建筑了华丽的乳胶穹顶（该建筑师1972年车祸逝世并未见到完工的博物馆）。馆的外部保留了新古典主义外观，但是由大胆的雕塑装点。
在建筑物地下一层，有一个地穴，是一个小房间，墓室就在这里。与他的意愿相悖（他想葬在布波尔城堡），他被安葬在戏剧博物馆里。1989年1月25日，伟大的艺术家死后两天，他被安葬在这里。

## 历史

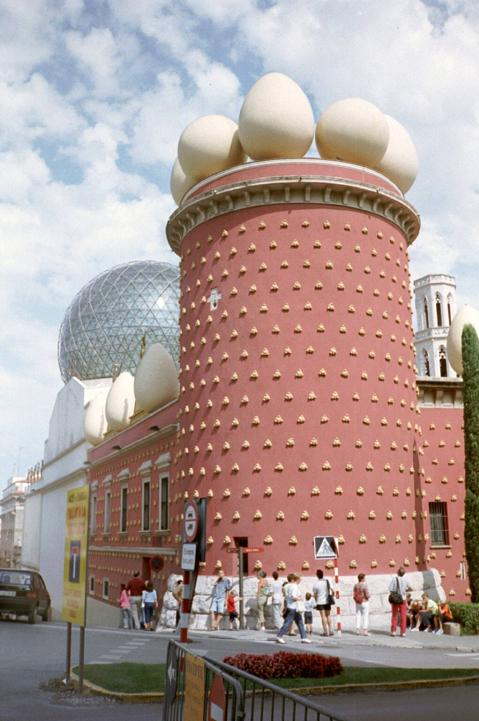
博物馆入口

该博物馆于1974年9月28日开始对外开放，并在20世纪80年代持续扩建。
博物馆主要收藏了达利的作品，除了他几十年职业生涯中的绘画，还有雕塑、三维珂拉琪、机械工具等作品和一个客厅，该客厅摆放着特定家具，从一定角度看整体像梅·蕙丝的脸。
达利被葬在该博物馆地下室。
- 博物馆建筑
- 地下室
- 博物馆的比例模型

## 收藏
一些最重要的展出作品有 Port Alguer (1924), L'espectre del sex-appeal (1932), Autoretrat tou amb bacon fregit (1941), Poesia d'Amèrica-Els atletes còsmics (1943), Galarina (1944–45), La panera del pa (1945), Leda atòmica (1949), Galatea de les esferes (1952) and Crist de la Tramuntana (1968)。 

## 其他有关达利的博物馆
- Dalí Universe -位于英国伦敦
- Salvador Dalí Museum - 位于美国佛罗里达州圣彼得
- 巴黎达利蒙马特空间 - 位于法国巴黎